# Sam and Max: Freelance Police
Sam and Max: Freelance Police est un jeu vidéo d’aventure graphique, développé par LucasArts de 2002 jusqu’à son annulation en 2004, qui devait être le dernier jeu d’aventure développé par le studio. Freelance Police devait faire suite à Sam and Max Hit the Road, publié en 1993 et être publié sur Windows début 2004. Comme son prédécesseur, le jeu était basé sur les personnages de bande-dessinée Sam et Max créés par Steve Purcell en 1987. Le jeu est annoncé en août 2002 avant d’être présenté lors de l’Electronic Entertainment Expo de 2003. Comme son prédécesseur, c’est alors un jeu d’aventure en pointer-et-cliquer. Il est cependant basé sur un nouveau moteur 3D plutôt que sur le moteur de jeu  SCUMM et GrimE des précédents jeux d’aventure du studio. Son développement est supervisé par Michael Stemmle, un des concepteurs de Sam and Max Hit the Road, et Steve Purcell participe à l’élaboration de son scénario et supervise l’équipe artistique. Bien que le développement du jeu approche de la fin sans rencontrer de difficulté particulière, LucasArts annonce subitement son annulation en mars 2004 du fait des conditions économiques du studio et de l’évolution du marché. Cette annulation est mal perçue par les fans de la série, par Steve Purcell et par la presse spécialisée. De nombreux journalistes considèrent cette annulation comme le point d’orgue du déclin des jeux d’aventure. LucasArts arrête ensuite de développer des jeux d’aventure et de nombreux développeurs de Freelance Police quitte le studio pour créer Telltale Games et ainsi continuer de créer des jeux d’aventure. Telltale Games acquiert la licence Sam and Max en 2005, ce qui permet au studio de relancer la série.

## Description
Freelance Police est conçu par LucasArts comme une suite du jeu d’aventure graphique Sam and Max Hit the Road publié en 1993. Le jeu est basé sur un nouveau moteur 3D qui inclut des éléments d’autres jeux du studio comme Gladius, RTX Red Rock, Full Throttle: Hell on Wheels et Star Wars: Obi-Wan,. Ce moteur graphique supporte notamment les shaders, les bump maps et les lightmaps qui permettent de donner un effet 3D à des textures en deux dimensions. Contrairement aux précédents jeux d’aventure en trois dimensions développés par le studio, Grim Fandango et Escape from Monkey Island, le jeu utilise une interface en pointer-et-cliquer comme dans leurs jeux d'aventure en deux dimensions. Comme son prédécesseur, Freelance Police contient également un mixte de mini-jeux, dix-neuf au total, optionnels ou obligatoires. Comme ses prédécesseurs, le jeu est conçu de manière que le joueur ne puisse pas mourir ou rester bloquer dans un cul-de-sac. Peu de détails ont été révélés concernant son scénario. D’après son concepteur Michael Stemmle, le jeu contient six histoires distinctes, reliées entre elles par un arc narratif plus global. Chaque histoires correspond à une affaire particulière qui prend place dans de nombreux environnements différents, dont une station spatiale et une bacchanale néopagan, et permettant de rencontrer des personnages étranges. Steve Purcell, le créateur de Sam and Max participe à l’élaboration du scénario et dirige l’équipe artistique du jeu. Il réalise également des esquisses de différents personnages et lieux. Outre le retour des deux héros, les développeurs n’ont confirmé la présence dans le jeu que d’un seul autre personnage, Flint Paper, qu’ils décrivent comme un voisin détective privé « rude et agité ». Celui-ci n’apparaît que brièvement dans le comics Sam and Max et dans Sam and Max Hit the Road mais doit jouer un rôle important dans le scénario de Freelance Police.
Du fait du découpage du scénario, LucasArts considère au départ l’idée de publier le jeu sous forme d’épisode en téléchargement. Cette option est mise en avant par l’équipe de développement mais n’est pas validé par le management du studio qui préfère une méthode de distribution traditionnelle. Des contenus additionnels destinés à être publié après la sortie du jeu — comme de nouveaux bonus, mini-jeux ou même affaires — sont également envisagés.

## Développement
Le développement d’une suite de Sam and Max Hit the Road est annoncé par LucasArts le 27 août 2002. Dans son communiqué de presse, le président du studio Simon Jeffery explique alors que cette suite, comme celle récemment annoncée de Full Throttle, s’inscrit dans la lignée des jeux d’aventure qui ont fait le succès de LucasArts et qu’elle confirme l’engagement de la société à continuer de développer les franchises qui ont fait son succès. Sa sortie est alors prévue pour le premier trimestre 2004,. En octobre de la même année, le magazine Joystick révèle que le projet est supervisé par Michael Stemmle et que le jeu devrait être intitulé Sam and Max: Freelance Police. LucasArts confirme ce titre lors de l'annonce officielle du jeu le 12 mai 2003 à l’Electronic Entertainment Expo mais repousse sa sortie à l'été 2004,. La bande-annonce présentée lors du salon réintroduit les deux personnages principaux et confirme que les doubleurs de Sam et Max dans le jeu original, Bill Farmer et Nick Jameson reprendront leur rôle dans sa suite,. Dans les mois suivants, le studio révèle au compte-goutte des informations sur le jeu, au sujet notamment de son style graphique et des orientations prises par ses concepteurs. La sortie du jeu est donc particulièrement attendue par la presse spécialisée qui publie de nombreuses interview de l’équipe de développement et des previews du jeu,. En août 2003, LucasArts met fin au développement de la suite de Full Throttle, baptisée Hell on Wheels, ce qui fait craindre aux journalistes du magazine Hyper que le nouveau Sam and Max pourrait subir le même sort,. LucasArts rassure cependant les médias en confirmant que Freelance Police est toujours en production, qu’il est quasiment terminé et qu’il sortira comme prévu en 2004. La presse continue donc de couvrir le développement du jeu qui fait notamment la couverture de PC Gamer en février 2004.

## Annulation
Le 3 mars 2004, LucasArts annonce subitement l'annulation du jeu en expliquant qu’après une étude méticuleuse des réalités du marché et compte tenu de la situation économique, le studio considère que ce n’est pas le moment de publier un jeu d’aventure sur PC,. Les réactions à cette annulation sont très négatives. Ainsi, la presse spécialisée estime que cette décision est représentative de la perte d’intérêt pour le genre et de nombreux journalistes concluent que LucasArts va maintenant se focaliser sur la licence Star Wars, qu’ils considèrent moins risqué, plutôt que sur les jeux d’aventure qui ont fait le succès du studio,,. L’annulation de Freelance Police est souvent considéré comme le point d’orgue du déclin des jeux d’aventure,,. La décision est si soudaine et inattendue que certains magazines publient accidentellement un preview favorable du jeu après l’annonce de l’annulation. La réaction des fans du jeu est également très négative, le site web Save Sam and Max parvenant à recueillir 32 000 signatures dans une pétition visant à faire part de leur déception à LucasArts. Ce constat est partagé par Steve Purcell, le créateur de Sam and Max, qui commente cette décision dans un communiqué publié sur le site Adventure Gamers. Dans celui-ci, il explique notamment de pas comprendre cette décision puisque le jeu était sur le point d’être terminé dans les délais impartis et que la qualité était au rendez-vous, aussi bien au niveau du scénario, du gameplay, des graphismes et de l’humour. D’après Michael Stemmle, cette décision fait suite à un rapport, remis par un cabinet de conseil en marketing consulté par LucasArts, qui affirme que le marché européen du jeu d’aventure « a simplement disparu ». Peu après l’annulation, une société allemande, Bad Brain Entertainment, affirme être en négociation avec LucasArts pour racheter le jeu mais ces discussions ne donnent rien.

## Postérité
Après l’arrêt du développement, LucasArts licencie la plupart des développeurs ayant travaillé sur leurs jeux d’aventure, et en 2006, le studio annonce qu’il ne prévoit pas de créer de nouveaux jeux d’aventure avant au moins dix ans. Après leur départ, les développeurs de Freelance Police créent le studio Telltale Games en juin 2004 afin de continuer à réaliser les jeux d’aventures que LucasArts ne souhaite plus produire. Ils essayent ensuite de racheter à leur ancien studio les droits de Freelance Police afin de pouvoir terminer le jeu mais ils essuient un refus de LucasArts. Lorsque les droits de LucasArts sur la licence Sam and Max expirent en 2005, Steve Purcell cède la franchise à Telltale Games qui en tire un jeu d’aventure publié sous forme d’épisodes. Celui-ci n’utilise cependant quasiment aucun des éléments créés pour Freelance Police, LucasArts détenant encore les droits sur les assets du jeu. Comme Sam and Max Hit the Road et Freelance Police, Sam and Max : Sauvez le monde est conçu comme un jeu d’aventure graphique en pointer-et-cliquer. Il ne bénéficie en revanche pas des mêmes doubleurs que le jeu original. La première saison du jeu est publiée en six épisodes, chacun bénéficiant d’un scénario lui étant propre mais s’inscrivant dans un arc narratif commun. Le premier épisode est publié sur GameTap en octobre 2006, les autres étant publié de manière épisodique jusqu’en avril 2007. Une compilation spéciale, réunissant les six épisodes, est ensuite publiée sur Wii en octobre 2008. Une seconde saison, baptisée Sam and Max : Au-delà du temps et de l'espace, est publiée entre novembre 2007 et avril 2008. Comme la première, celle-ci est également publié sur Wii. D’abord prévue pour 2009, une troisième saison, Sam and Max: The Devil's Playhouse, est publiée à partir d’avril 2010,.